# Katedra św. Jana Ewangelisty w Milwaukee
Katedra św. Jana Ewangelisty w Milwaukee jest najważniejszym kościołem archidiecezji Milwaukee i siedzibą arcybiskupa tejże diecezji. Położona przy 812 N. Jackson St. vis-a-vis przykatedralnego parku (Cathedral Square Park). Zbudowana w oryginalnym stylu nawiązującym do ówczesnego niemieckiego budownictwa sakralnego. Autorem projektu był Victor Schulte. Na skutek pożaru mającego miejscu w 1935 roku katedra została poddana częściowej odbudowie i renowacji. Ostatnia generalna renowacja, szczególnie wnętrza miała miejscu w 2001 roku. Katedra znajduje się na liście National Register of Historic Places

## Linki zewnętrzne

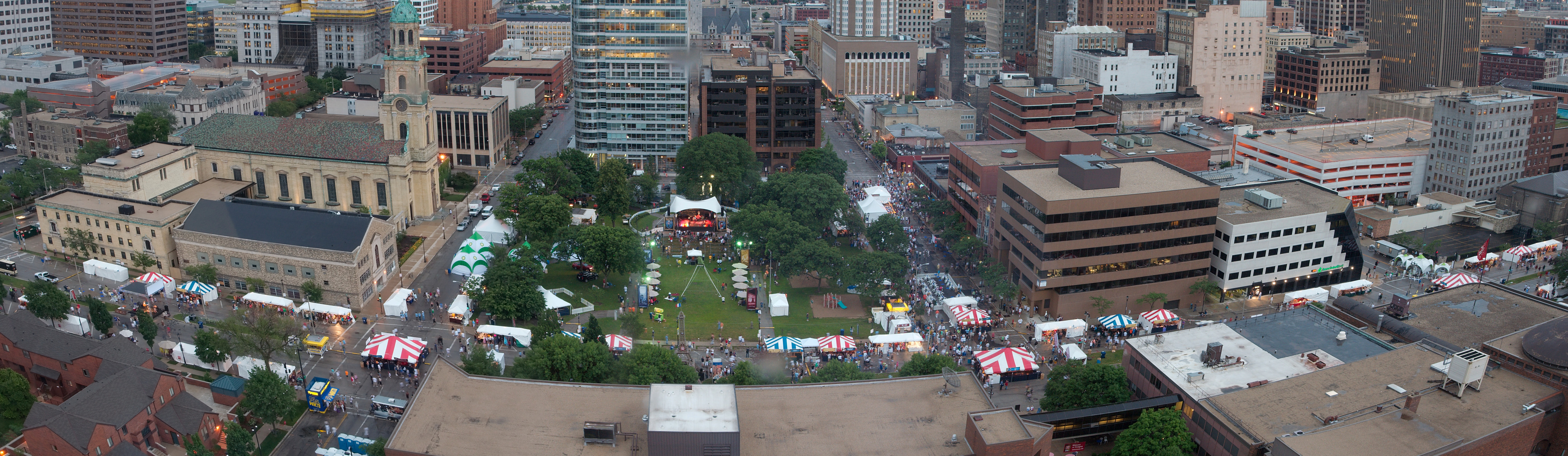
Katedra i park podczas lokalnego święta